# Dendrobium carronii
Dendrobium carronii là một loài thực vật có hoa trong họ Lan. Loài này được Lavarack & P.J.Cribb mô tả khoa học đầu tiên năm 1982.